# Кузнєцов Денис Анатолійович
Дени́с Анато́лійович Кузнєцо́в (30 жовтня 1977 — 10 червня 2023, район с. Ольгівське, Запорізька область) — український спелеолог, географ, мандрівник, військовослужбовець, молодший сержант Збройних сил України, учасник російсько-української війни. Почесний громадянин міста Тернополя (2023, посмертно).

## Життєпис
Денис Кузнєцов народився 30 жовтня 1977 року.
До повномасштабного російського вторгнення був спелеологом, географом, мандрівником. Разом з іншими фахівцями досліджував печеру Озерну.
Командир 3-го відділення зенітно-ракетного взводу. Загинув 10 червня 2023 року в районі с. Ольгівське на Запоріжжі.
Похований 14 червня 2023 року на Алеї Слави Микулинецького цвинтаря м. Тернополя.
Залишилися дружина, мати та сестра.

## Нагороди
- почесний громадянин міста Тернополя (28 липня 2023, посмертно) — за вагомий особистий внесок у становленні української державності та особисту мужність і героїзм, виявлені у захисті державного суверенітету та територіальної цілісності України, заслуги перед містом[1].